# Nialagaré
Nialagaré (auch: Gabagaré, Gnala Garé, Gnaley Gari, Nialagarey, Nyalagari) ist ein Dorf in der Landgemeinde Torodi in Niger.

## Geographie

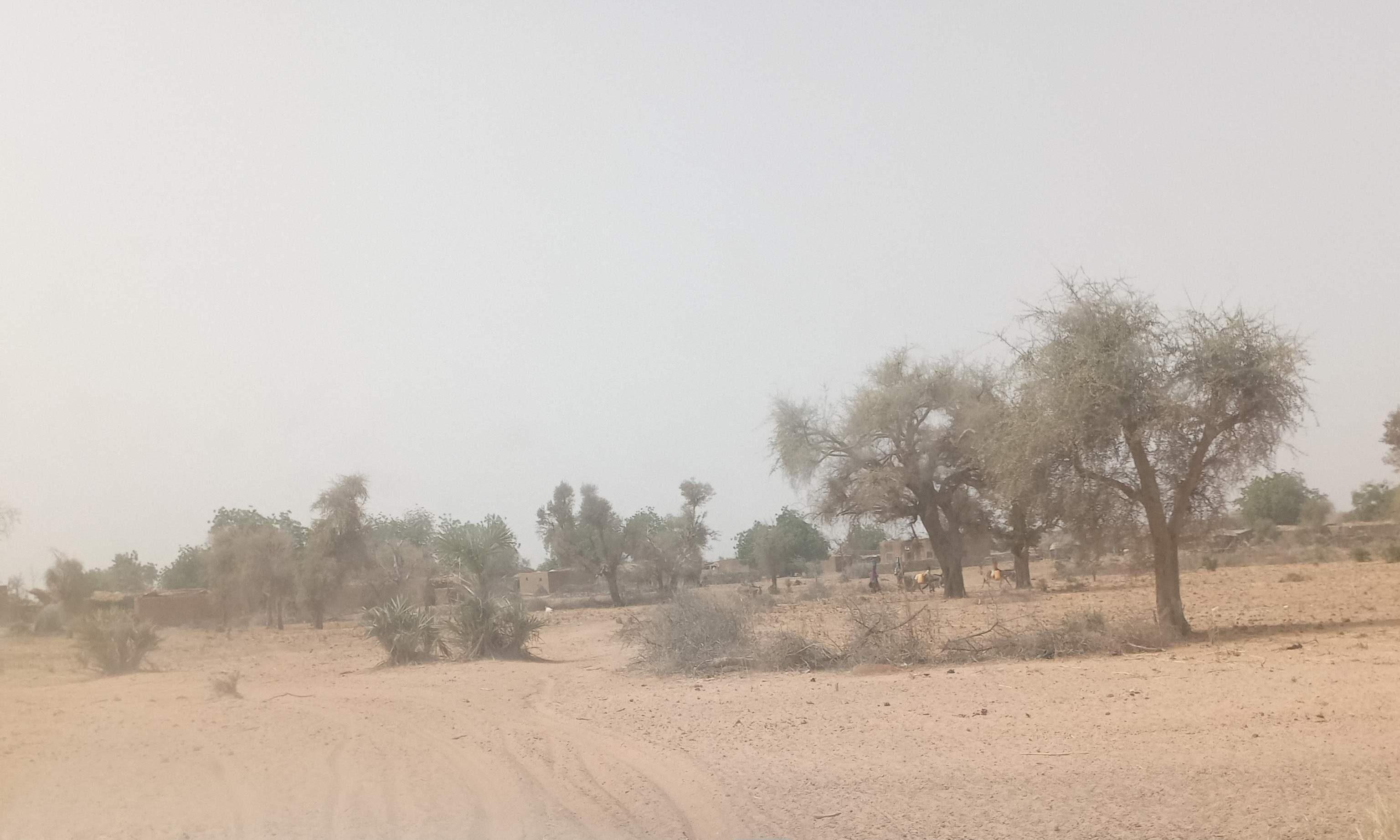
Ortsansicht von Nialagaré (2024)

Das von einem traditionellen Ortsvorsteher (chef traditionnel) geleitete Dorf befindet sich rund 21 Kilometer nördlich des urbanen Zentrums von Torodi, des Hauptorts der gleichnamigen Landgemeinde und des gleichnamigen Departements Torodi, das zur Region Tillabéri gehört. Zu den Siedlungen in der näheren Umgebung von Nialagaré zählen Koka im Nordwesten, Tiouridi Maoudé im Südwesten und Kossey im Westen.

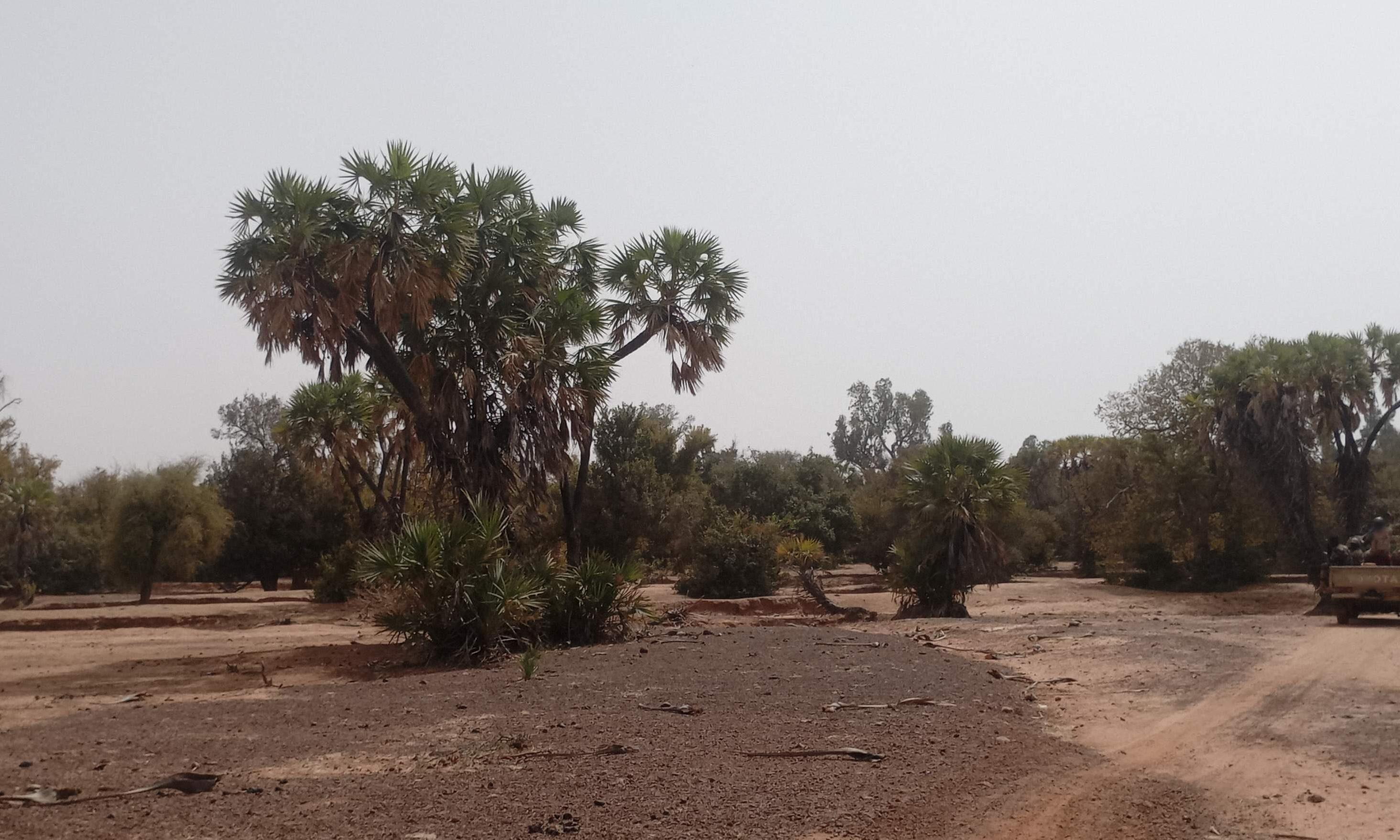
Landschaft bei Nialagaré (2024)

Nialagaré ist Teil der Übergangszone zwischen Sahel und Sudan. Die durchschnittliche jährliche Niederschlagsmenge beträgt hier zwischen 500 und 600 mm.

## Bevölkerung
Bei der Volkszählung 2012 hatte Nialagaré 552 Einwohner, die in 48 Haushalten lebten. Bei der Volkszählung 2001 betrug die Einwohnerzahl 457 in 49 Haushalten und bei der Volkszählung 1988 belief sich die Einwohnerzahl auf 1657 in 178 Haushalten.

## Wirtschaft und Infrastruktur
Es gibt eine Schule im Dorf. Nialagaré ist über die 16,17 Kilometer lange Route 689, eine einfache Landstraße, mit der Nationalstraße 6 in Kobadjé verbunden.